# 60 Plus Association
La 60 Plus Association est un groupe américain conservateur fondé en 1992 et basé à Alexandria, en Virginie. Son objectif déclaré est de promouvoir des solutions aux problèmes des personnes âgées en se basant sur le libre marché, moins de gouvernement et moins d'impôts. L'organisation est pro-républicaine. Elle est connue pour son plaidoyer en faveur de la privatisation des programmes de sécurité sociale et de santé pour les seniors, ainsi que pour son opposition à l'impôt sur les successions. L'organisation est financée par Charles et David Koch (de Koch Industries).

## Positionnement politique
L'organisation est connue pour son lobbying en faveur de la privatisation des programmes de sécurité sociale et de santé pour les seniors, ainsi que pour son opposition à l'impôt sur les successions. L'organisation se présente comme une alternative conservatrice à l'American Association of Retired Persons (AARP). Lors des élections de 2012, elle a mené une campagne publicitaire de 3,5 millions de dollars qui affirmait que le président Obama avait proposé le rationnement et le refus de certains traitements dans le cadre du Medicare, et qu'il couperait 500 milliards de dollars du budget du Medicare.

## Financement
En 2002, The Washington Post a rapporté que 60 Plus a reçu une subvention éducative sans restriction (qui peut être utilisée au besoin) de la part de Pharmaceutical Research and Manufacturers of America, également connue sous le nom de PhRMA. Ken Johnson, vice-président senior et porte-parole de PhRMA a déclaré qu'en 2009, l'association n'avait fourni aucun financement à 60 Plus depuis au moins cinq ans. En 2009, Carl Forti, consultant politique et porte-parole de 60 Plus, a déclaré: « Je ne crois pas que PhRMA ait jamais donné de l'argent à 60 Plus. » Il a ajouté que 60 Plus est financé par les dons de ses 5,5 millions de membres.
En 2014, des documents laissés par un participant à un "séminaire des donateurs" exclusif organisé par Charles et David Koch (de Koch Industries) ont révélé que les frères milliardaires comptent l'Association 60 Plus comme faisant partie de leur réseau politique,,.

## Dirigeants
60 Plus est dirigé par son président James L. Martin, un vétéran de 77 ans des Marines américains. Martin a précédemment dirigé plusieurs groupes de défense conservateurs et a également été chef de cabinet pendant six ans pour l'ancien membre du Congrès et sénateur républicain, feu Edward Gurney de Floride. Martin a également été membre de l'équipe de transition des services de santé et des services sociaux du président George W. Bush. En 2017, Saul Anuzis a été nommé président de l'Association 60 Plus. Homme politique du Parti républicain du Michigan, il a été président du Parti républicain du Michigan de 2005 à 2009 et était également candidat à la présidence nationale du Comité national républicain en 2009 et 2011.